# Limiting Factor
Limiting Factor ist der Name des Tiefseetauchboots, das sich der Texaner Victor Vescovo vom Unternehmen Triton Submarines bauen ließ, um damit die tiefsten Stellen aller Ozeane erreichen zu können. Im Rahmen der Expedition The Five Deeps gelangte er damit am 19. Dezember 2018 in 8376 m Tiefe zum Grund des Puerto-Rico-Grabens im Atlantischen Ozean. Es folgten Tauchgänge im Südlichen Ozean und im Indischen Ozean. Zwischen dem 28. April 2019 und dem 7. Mai 2019 wurden bei fünf Tauchgängen im Marianengraben Tiefen zwischen 10.714 m und 10.925 m erreicht.
Zusammen mit dem Mutterschiff Pressure Drop und den drei Landern Flere, Skaff und Closp bildet es das Hadal Exploration System.

## Geschichte
Mehr als 50 Jahre nachdem Jacques Piccard und Don Walsh an Bord der Trieste eine der tiefsten Stellen der Weltmeere – das Challengertief – erreicht hatten, versuchten vier Teams unabhängig voneinander, ein Tauchfahrzeug zu bauen, das in der Lage wäre, ebenfalls so tief zu tauchen.
Eines der vier Teams arbeitete bei Triton Submarines LLC, einem Unternehmen mit Sitz in Sebastian, Florida, an dem Projekt, bei dessen Designentwurf ein Druckkörper aus 15 cm dickem Glas zum Einsatz kommen sollte. Nachdem James Cameron am 26. März 2012 mit der Deepsea Challenger als dritter Mensch den Grund des Tiefs erreicht hatte, wurde das Projekt bei Triton Submarine nicht mehr in erwähnenswerter Weise weiterverfolgt.
Im Sommer 2015 fragte Victor Vescovo an, ob sie in der Lage wären, ein Tauchfahrzeug zu bauen, mit dem er zu den tiefsten Stellen der fünf Ozeane tauchen könnte. Er bestand darauf, dass der Druckkörper nicht aus Glas, sondern aus Titan gefertigt werde, weil er dem Werkstoff Glas nicht vertraute. In den folgenden zwölf Monaten wurde darüber nachgedacht, wie das Fahrzeug im Detail konstruiert sein müsste, um in der Tiefsee zuverlässig zu funktionieren, und im Sommer 2016 wurde ein Vertrag zur Fertigung unterzeichnet.
Das Tauchboot wurde auf den Namen Limiting Factor getauft und im September 2018 in einem submarinen Canyon nördlich der Abaco-Inseln getestet. Dabei wurde mehrfach bis in Tiefen von 4900 m getaucht. Sowohl während der Design- und Konstruktionsphase als auch bei der Fertigung und den Tauchtests waren Mitarbeiter der Klassifikationsgesellschaft DNV GL involviert. Das Tauchfahrzeug wurde nach dem erfolgreichen Abschluss der Tauchgänge im Challengertief für eine sichere Nutzung in allen Meerestiefen zertifiziert und steht zusammen mit dem Mutterschiff Pressure Drop und den drei Landern für 48,2 Millionen US-Dollar zum Verkauf.
Am 14. Dezember 2018 begann die „Five Deeps Expedition“ mit dem Ziel, die tiefsten Stellen aller fünf Ozeane zu erreichen. Am 19. Dezember erreichte Vescoso als Erster die tiefste Stelle des Atlantiks im Puerto-Rico-Graben in 8.326 m. Im Januar 2019 begann die Expedition in den Süd-Sandwich-Graben zwischen Südlichem Ozean und Atlantik. Die Crew kartierte erstmals den Graben und Victor Vescovo erreichte mit dem Tauchboot in einer Tiefe von 7.433 m den tiefsten Punkt des Südlichen Ozeans, den er „Factorian Deep“ nannte. Anschließend reiste das Team in den Indischen Ozean und kartierte den Javagraben und die Diamantina Fracture Zone. Sie erkannten, dass entgegen vorheriger Annahmen der Javagraben tiefer sei, und Vescoso erreichte am 11. April 2019 eine Tiefe von 7192 m. Anschließend fuhr die Expedition in den Pazifischen Ozean. Zwischen dem 28. April 2019 und dem 5. Mai 2019 wurden mit dem Tauchboot vier Tauchgänge im Challengertief des Marianengrabens absolviert. Am 28. April 2019 erreichte Victor Vescovo die neue Rekordtiefe von 10.928 m und bei einem weiteren Solotauchgang am 1. Mai 2019 10.927 m. Beim dritten Tauchgang, ebenfalls auf 10.927 m, waren der Kanadier Patrick Lahey als Pilot und der Deutsche Jonathan Struwe als Vertreter der Klassifikationsgesellschaft DNV GL an Bord. Dieser Tauchgang diente zum finalen Nachweis der Einsatztauglichkeit des Tauchbootes auch in der größtmöglichen Wassertiefe. Beim vierten Tauchgang war noch einmal Patrick Lahey am Steuer des Tauchfahrzeugs. Begleitet wurde er von dem Engländer John Ramsey, dem Chefkonstrukteur des Tauchboots. Die tiefste Stelle des Arktischen Ozeans war noch von der Arktischen Eiskappe bedeckt, deshalb kartierte die Expedition den Tongagraben und den Salomonengraben und tauchte zum Wrack der Titanic. Anschließend fuhren sie nach Spitzbergen und am 29. August 2019 erreichte Vescoso das Molloytief, wodurch das Ziel der Expedition erreicht war.

## Aufbau

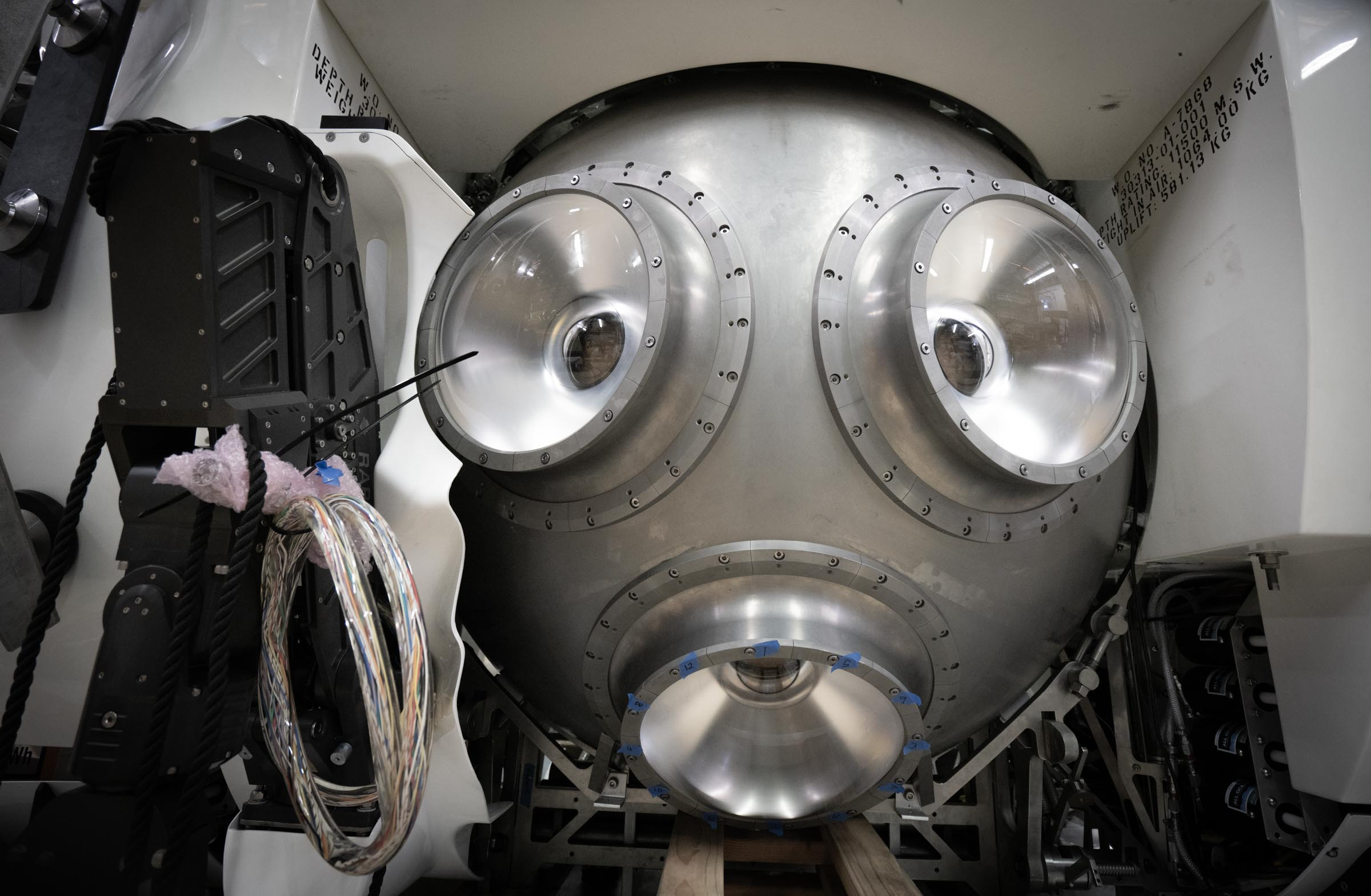
Druckkörper mit den montierten Bullaugen aus Acrylglas, links im Bild der noch nicht verkabelte Manipulator

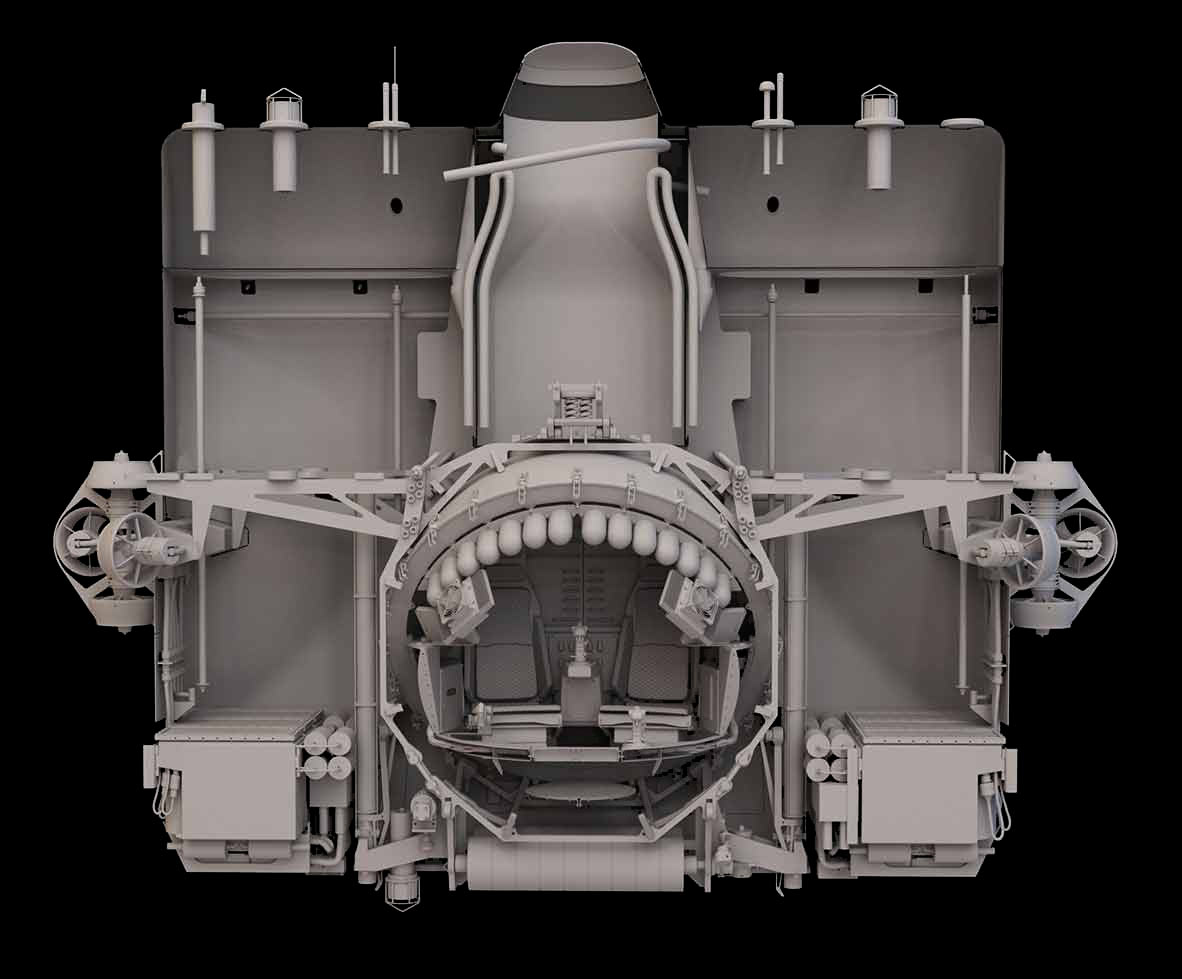
Rendering eines Schnitts durch das Tauchfahrzeug

Die Form des Rumpfs der Limiting Factor wurde hydrodynamisch für eine überwiegend vertikale Bewegungsrichtung optimiert, das Tauchfahrzeug kann sich jedoch außerdem mit Hilfe von zehn elektrisch angetriebenen Propellern mit einer Geschwindigkeit von bis zu drei Knoten vorwärts bewegen und um die senkrechte Achse rotieren. Damit der Pilot beim Manövrieren einen besseren Überblick hat, wurden vier Weitwinkelkameras installiert. Der Auftriebskörper besteht aus Syntactic foam – einem Hartschaum, in den viele kleine hohle Glasperlen eingebettet sind. In den Auftriebskörper ist der kugelförmige Druckkörper montiert, der aus zwei separat CNC-gefertigten Halbkugeln besteht und dessen Form laut Herstellerangabe zu mindestens 99,93 % der Geometrie einer perfekten (Halb-)Kugel entspricht (Körper ohne Bullaugen). Der Druckkörper besteht aus der Titanlegierung Ti-6Al-4V ELI. Diese Qualität ELI enthält nur sehr geringe Mengen Zwischengitteratome (ELI von Extra Low Interstitials) und zeichnet sich aufgrund des stark verringerten Sauerstoffanteils von 0,13 Prozent durch eine erhöhte Duktilität und Bruchzähigkeit aus. Die Wand des Druckkörpers ist 90 mm stark. Bei einem Innendurchmesser von 1500 mm ist Platz für zwei Personen. Um sicherzustellen, dass der Druckkörper dem hydrostatischen Druck in der Tiefsee standhalten wird, wurde er im hydraulischen Drucktesttank DK-1000 des Krylow-Forschungszentrums in Sankt Petersburg mit einem Druck von 140 MPa beaufschlagt, was einer Tiefe von ca. 14 km entspricht. Neben dem Mannloch wurden drei große konische Öffnungen für die aus 200 mm starkem Acrylglas (PMMA, Plexiglas 0Z00) bestehenden Bullaugen eingebracht. John Ramsay, der Designer des Tauchfahrzeugs, erklärte, dass das Acrylglas in großer Tiefe durch den Druck bis zu 6 mm in die Öffnungen hineingepresst wird. Um Bodenproben nehmen und Objekte handhaben zu können, war ähnlich dem Tauchroboter Nereus ein hydraulisch angetriebener Manipulator des amerikanischen Herstellers Kraft Telerobotics Inc. eingebaut. Dieser Manipulator im Wert von 350.000 US-Dollar ging am 17. Dezember 2018 bei einer Bergung nach einem Tauchversuch im Puerto-Rico-Graben verloren. Alle elektrischen Verbraucher werden von einem 24 V Lithium-Eisenphosphat-Akkumulator mit einer Gesamtkapazität von 65 kWh gespeist, der im Notfall ebenso abgeworfen werden kann wie die Antriebsmotoren und der Manipulator.

## Luftversorgung & Klimatisierung
Das Boot verfügt über ein geregeltes Lebenserhaltungssystem zur Luftversorgung und Klimatisierung der Druckkammer. Dazu gehört ein Gaswäscher, womit Kohlenstoffdioxid kontinuierlich aus der verfügbaren Atemluft abgeschieden wird. An der Decke der Druckkammer befinden sich außerdem 14 durch Ventile in Reihe geschaltete Sauerstoffflaschen aus Carbonfaser-Komposit, mit denen die Sauerstoffversorgung der Besatzung im Notfall bis zu 96 Stunden sichergestellt ist.

## Sicherheit und Notfallsysteme

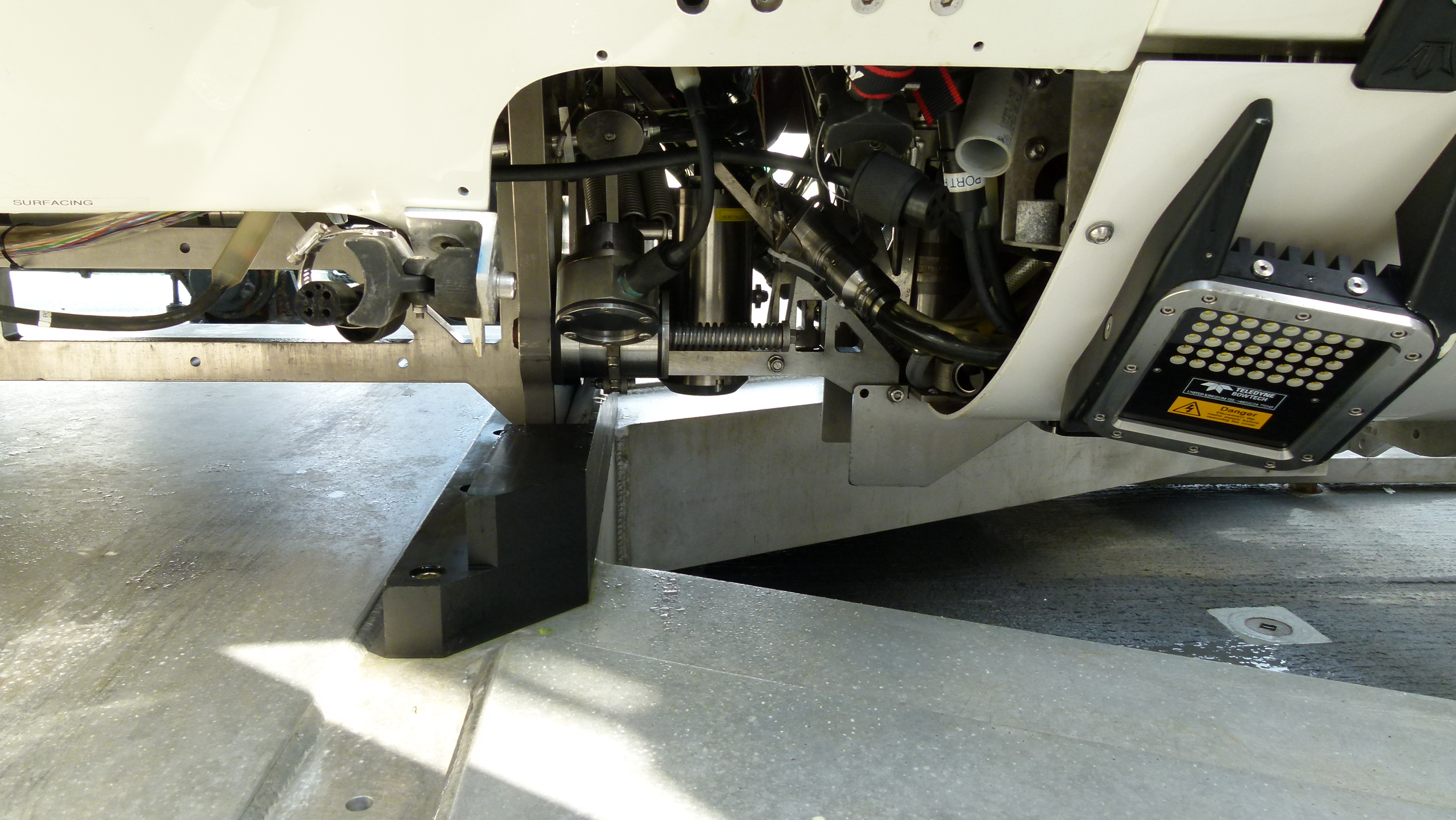
Mechatronik zum Abwerfen des Ballasts für den Notaufstieg

Das Boot wird durch zwei unabhängige Akkumulatorenmodule rechts und links von der Druckkammer betrieben und besitzt zusätzlich eine Back-up-Batterie. Falls alle drei Module ausfallen, wird der Ballast (68 kg Stahlröhre) durch das Unterbrechen der elektromagnetischen Arretierung vom Boot entkoppelt, damit ein schneller Notaufstieg beginnt. Der vergleichsweise geringe Querschnitt des Boots begünstigt dabei den Aufstieg.

## Transport

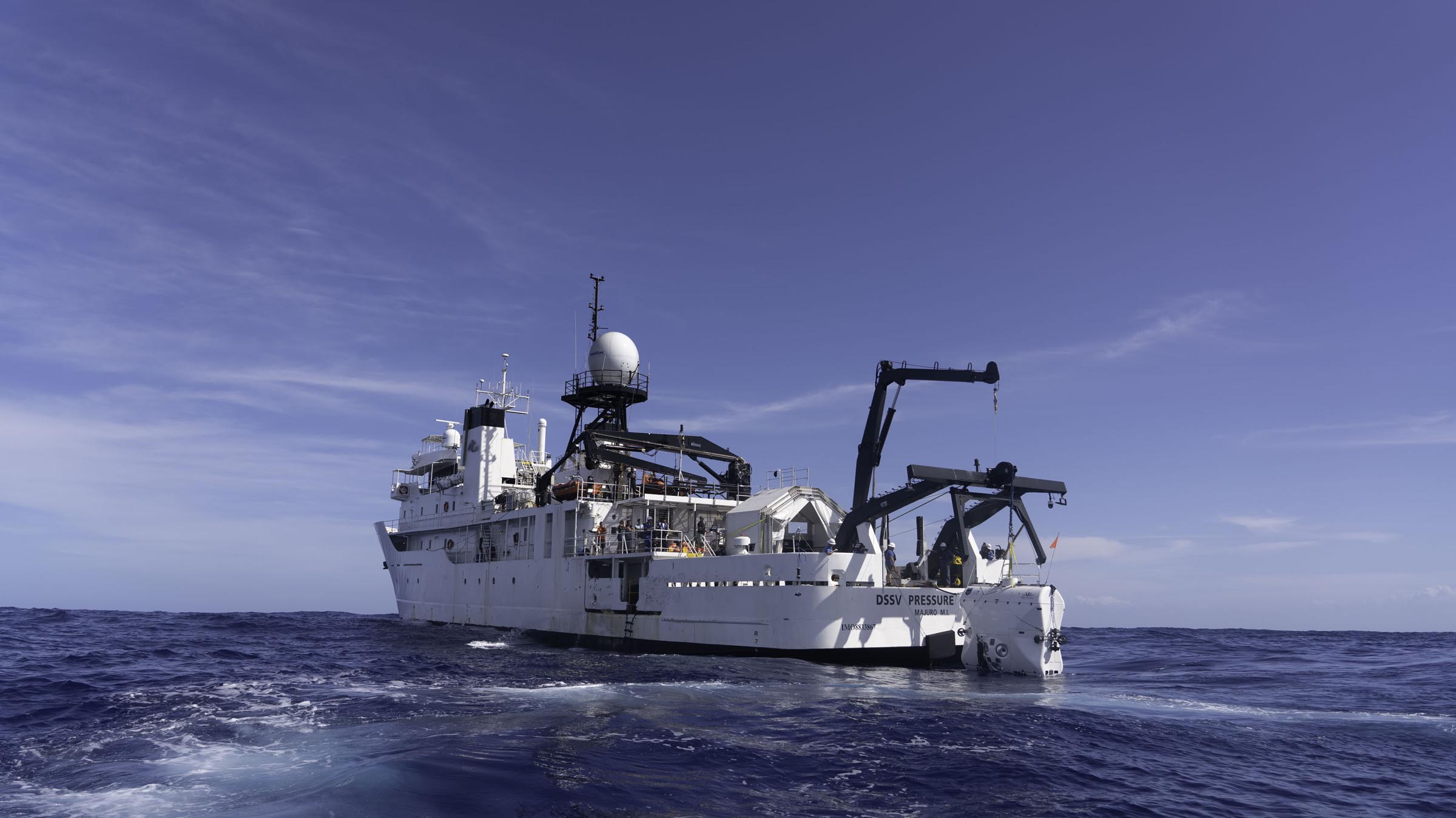
Das Mutterschiff Pressure Drop im Dezember 2018 auf dem Atlantischen Ozean

Das Tauchfahrzeug wird während der Five Deeps Expedition vom Mutterschiff Pressure Drop von einem Tauchpunkt zum anderen transportiert. Dieses Schiff lief am 16. Juli 1985 in Tacoma (Washington) vom Stapel und war als USNS Indomitable (T-AGOS-7) von 1985 bis 2002 bei der United States Navy im Einsatz. Im Anschluss wurde das Schiff umgebaut und von Mai 2003 bis Juni 2014 als McArthur II von der National Oceanic and Atmospheric Administration als ozeanographisches Forschungsschiff eingesetzt.
2017 wurde das Schiff von Caladan Oceanic LLC gekauft und für den Einsatz als Mutterschiff für die Expedition umgebaut.

## Ablauf eines Tauchgangs

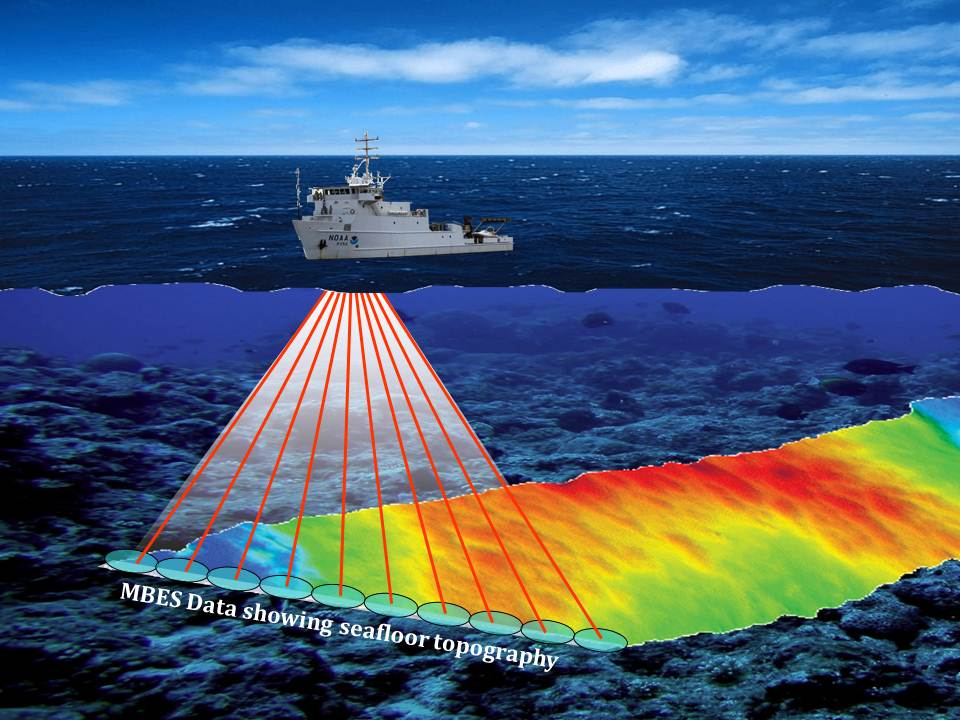
Schematische Darstellung der Wirkungsweise eines Fächerecholots

Zuerst wird die Topologie des Meeresbodens mit einem Fächerecholot erfasst, um einen geeigneten Tauchpunkt lokalisieren zu können. Danach werden die Lander ausgesetzt, die beim Abstieg in die Tiefe ähnlich der CTD-Rosette die Änderung von Temperatur, Leitfähigkeit und Wasserdruck aufzeichnen. Am Boden angekommen, bilden die Lander einen Teil des Navigationssystems für Limiting Factor. Dieses pingt die Lander an und trianguliert aus deren Rückmeldungen seine Position. Zum genauen Einstellen der Schwebe werden 5 kg schwere Ausgleichsgewichte abgeworfen. Nach dem Ende der Arbeit am Meeresboden wird das Ballastgewicht des Tauchfahrzeugs abgeworfen, und es steigt wieder zur Oberfläche auf. Anschließend werfen die Lander ferngesteuert ebenfalls ihre Ballastgewichte ab, tauchen auf und werden wie das Tauchfahrzeug durch die Crew des Mutterschiffs geborgen.

## Trivia
Victor Vescovos Vorliebe für Science Fiction des schottischen Schriftstellers Iain Banks drückt sich darin aus, dass er einzelne Komponenten des Hadal Exploration Systems nach Namen aus dem Kultur-Zyklus taufen ließ. Das Tiefsee-Tauchboot Limiting Factor wurde nach einem Schiff aus dem Roman Das Spiel Azad benannt, und der Name des Mutterschiffs Pressure Drop entstammt dem Roman Die Wasserstoffsonate. Die Lander Flere, Skaff und Closp tragen Kurzformen von Namen intelligenter Drohnen aus Banks’ Romanen.